# 特務戦隊シャインズマン
『特務戦隊シャインズマン』（とくせんたいシャインズマン）は、コミックぽっけで連載されていた橘皆無の漫画作品。またはそれを原作としたOVA、ドラマCD。全9巻。
登場人物には作者が好きな声優の名前をもじって付けており、なおかつその声優が声を担当した珍しい作品でもある。キャラクターと声優の苗字または名前が同じなのはこのためである。

## ストーリー
松本広哉は亡父の意志を継ぎ高卒ながらサラリーマンに。入社直前、人事部の榊原に不可解な質問をされ、疑問に思いながらも率先し仕事をこなす。その中で特務部の中村に部署に来るように言われ赴く。そこにいたのは榊原女史だった。彼女から「侵略者から地球を守る戦士」に任命され戸惑う広哉。しかもメンバーには上司の速水、先輩の山寺がいた。
広哉は今日も二足の草鞋で仕事をこなす。

## 登場人物

### シャインズマン
榊原女史に選抜されたヒーローたち。目的はボイス星人の地球侵略の阻止。
松本広哉（まつもと ひろや） / シャインズマンレッド
声：松本保典
本編の主人公。高卒の18歳。3月18日生まれ。魚座。A型。東京出身。来斗商事営業部所属で、入社してから1年目。家族構成は母と年のはなれた弟の陽太。ごく普通の青年だったが、榊原女史に見込まれシャインズマンの一員に。当初はシャインズマンになることに消極的だったが、瞳美の事情を知り、シャインズマンとしてボイス星人と戦うことを決意。瞳美とは相思相愛。
速水綾一（はやみ りょういち） / シャインズマンモスグリーン
声：速水奨
広哉の先輩で山寺と同期入社。A型。25歳。10月22日生まれ。天秤座。京都出身。来斗商事営業部所属。容姿端麗なデキる有能な男。当然女性にもてまくるが、意中の人はすでにいる。アレンに付け狙われている。
山寺省吾（やまでら しょうご） / シャインズマングレー
声：山寺宏一
来斗商事営業部→人事部社員で、榊原の部下。広島出身。6月18日生まれ。双子座。26歳。A型。故郷に両親と妹がいる。パジェロを愛車とし、それを使ってパリ・ダカールラリーに出場し優勝するのが夢。
小野翔太郎（おの しょうたろう） / シャインズマンセピア
声：小野健一
広哉の上司で来斗商事営業部課長。32歳。最年長。5月5日生まれ。牡牛座。AB型。宮城出身。メンバーで唯一の妻子持ち。榊原とは大学が同じ。娘を溺愛し、マンボウのぬいぐるみも好き。普段はぼんやりしているが、女性社員に人気。
日高理湖（ひだか りこ） / シャインズマンサーモンピンク
声：日髙のり子
メンバーの紅一点。神奈川出身。19歳。3月29日生まれ。牡羊座。O型。来斗商事情報産業事業部所属。体育会系であったが、毎日お茶汲みなどをさせられてばかりであった。中村の誘いに応じ特務部へ。おしゃれが好き。アレンに惚れている。最終回以降はアレンと結婚することを決意。

### シャインズマンの関係者たち
榊原京子（さかきばら きょうこ）
声：榊原良子
来斗商事人事部課長で会長の孫娘。シャインズマンを結成させた張本人。8月27日生まれ。乙女座。B型。年齢不詳。人事部課長であるが、秘密裏に特務部部長でもある。凄まじいヒーローオタクで、陽太も勧誘しようとする。
中村司（なかむら つかさ）
声：中村大樹
特務部オペレーター。榊原女史の秘書。24歳。
笠原瞳美（かさはら ひとみ）
声：笠原弘子
来斗商事営業部社員。20歳。7月5日生まれ。蟹座。A型。表の顔は特務部メンバー。しかし、実はボイス星人の科学者でセキトの妹。本名は「ラフーレ・ヒローナ・パシェイド」。プロテスの開発者である。バード国出身。両親はすでに死亡。元はいじめられっ子で、兄にいつも助けられてばかりだった。地球侵略に否定的で、仲間からは「裏切り者」と呼ばれている。広哉と相思相愛になり、彼と兄たちの間で板挟みになる。
松本陽太（まつもと ようた）
声：松本梨香
広哉の弟。小学生。7歳。12月1日生まれ。射手座。戦隊ヒーローが大好き。兄を慕っている。フェイヴに騙され、生命パワーを奪われて生死を彷徨うが、フェイヴの死とともに意識が回復した。
小野たまり（おの たまり）
小野の娘。4歳。9月25日生まれ。天秤座。名前を嫌っていたが、あることを契機に好きになる。名前の由来はまるたまり。
緑川（みどりかわ）
広哉の高校時代の友人。実家は佃煮屋。名前の由来は緑川光。

### ボイス星人
地球を狙う地球外生命体。彼らは皆不仲であり、常に剣呑とした雰囲気である。また、王族は全員が異母兄弟である。
ホープ・ディ・ザイアノ / 佐々木優（ささき すぐる）
声：佐々木望
ボイス星第一王子。19歳。8月24日生まれ。乙女座。B型。シュピリト国出身。すさまじい我が儘。あることがきっかけでレッドを狙う。地球ではサイエンス電気開発企画部企画室所属の社員。当初は広哉が嫌いだったが、徐々に歩み寄り親友になる。
セキト・シェイド・パシェイド / 関秋人（せき あきひと）
声：関俊彦
ホープの部下。26歳。7月20日生まれ。蟹座。O型。表の顔はサイエンス電気開発企画部企画室主任で佐々木の上司。だが、地球到達時には洗脳されていた状態でいた。ラフーレの兄。バード国出身。両親はすでに死亡。一度広哉たちに洗脳を解かれるが、フェイヴらに再洗脳されてしまい、私立櫂省学園中等部臨時美術教師になる。
ウィン / 勝生麗子（かつき れいこ）
ボイス星の女性科学者。年齢不詳。洗脳装置の権威。名前の由来は勝生真沙子。
アレン・チーフ・ウォー・ウェルイン / 子安アレン（こやす アレン）
ホープの義兄。22歳。2月1日生まれ。水瓶座。A型。スノー国出身。表の顔は人気モデルで、速水を勧誘しようとする。日高に惚れられている。名前の由来は子安武人から。
アレク・ウット・ウォー・ウェルイン / 森川孝之（もりかわ たかゆき）
ホープの義兄の1人でアレンの双子の弟。眼鏡をかけた男性。ブラコン気味。22歳。2月1日生まれ。水瓶座。スノー国出身。表の顔はサイエンス電気開発企画部企画室の社員。名前の由来は森川智之から。
コート・ハープス・トーン / 三石摩琴（みついし まこと）
ホープの義姉。20歳。8月8日生まれ。獅子座。褐色の肌の持ち主。容姿や言動が男っぽく、それを激怒しながら否定する。表の顔は女子大生。名前の由来は三石琴乃から。
フェイヴ・オーガ・イーヴェル / 緒方克美（おがた かつみ）
ホープの義弟。イーヴル国の元王子。魔道の力を操る。13歳。11月1日生まれ。蠍座。血液型A型。表の顔は私立櫂省学園中等部2年生。ホープに溺愛されているが、内心では祖国を滅ぼした王族への憎しみから祖国再興を狙っていた。また、そのためなら何も知らない陽太を騙すことすら厭わなかった。しかし、魔道力の暴走などから衰弱し、ホープと和解するも絶命した。名前の由来は緒方恵美から。
ルビア
フェイヴの部下の女性。21歳。フェイヴの命令で陽太を襲うが、広哉に倒された。
シーナ・ヘキルンルン姫
声：椎名へきる
ホープの従姉妹でわがままな王女。シュピリト国出身。16歳。8月10日生まれ。獅子座。血液型AB型。あることがきっかけで広哉に惚れてしまう。名前は声をあてている椎名へきるから。
ソニー・ウォルハート・カーム四世
ホープの義兄でボイス星の宰相兼軍司令官。32歳。1月1日生まれ。山羊座。
ボイス星王
ホープ達の父。

### その他
グレートマン
声：千葉一伸 他
置鮎龍巴（おきあゆ たつみ）
山寺の友人。山寺が大好きで、「彼女はいらない」というほど。名前の由来は置鮎龍太郎。
小杉正隆（こすぎ まさたか）
女性に運がない人物。名前の由来は小杉十郎太。
女子社員A
声：小西寛子

ガゼ
本作の黒幕。ボイス星王らに取り憑き、事件を裏から操っていた。

## OVA
1996年2月21日に発売された。全2巻。

### スタッフ
- 原作 - 橘皆無
- 監督 - 貞光紳也
- 脚本 - 園田英樹
- キャラクターデザイン・総作画監督 - 石井明治
- メカニックデザイン - 戸部敦夫
- 美術設定 - 平沢晃弘
- 美術監督 - 加藤浩
- カラーコーディネーター - 甲斐けいこ
- 撮影監督 - 白井久男
- 編集 - 辺見俊夫、船見康恵
- 音楽 - 池頼広
- 音響監督 - 松浦典良
- プロデューサー - 大西由美子、石川光久、頼経康史、増島由美子
- アニメーション制作 - Production I.G
- 制作 - アニメイトフィルム
- 製作 - 学習研究社、ムービック、ソニー・ミュージックエンタテインメント

### 主題歌
オープニングテーマ「SHINE!シャインズマン -YOU'RE THE HERO-」
作詞 - 渡辺なつみ / 作曲 - 渡辺宙明 / 編曲 - 山中紀昌 / 歌 - 影山ヒロノブ
エンディングテーマ「心の翼」
作詞・作曲 - 櫻井茂雄 / 編曲 - CALL、岩崎琢 / 歌 - CALL

## ドラマCD
1995年8月21日に発売された。全9話。

### 話数
1. 今日から俺は会社員…ズマン!?
2. ヒーローは赤でなきゃ!
3. 現れた渋い色の人たち
4. 今夜は無礼講!サーモピンク誕生!!
5. 二日酔いでも戦うぞ!
6. ヒーローは自分で謎を解く…ハズ!?
7. …お兄様
8. 大切な人のために
9. みんなハッピーエンドが好きなのよ

### 主題歌（ドラマCD）
オープニングテーマ「SHINE!シャインズマン -YOU'RE THE HERO-」
作詞 - 渡辺なつみ / 作曲 - 渡辺宙明 / 編曲 - 山中紀昌 / 歌 - 影山ヒロノブ
エンディングテーマ「特務戦隊シャインズマン」
作詞 - 渡辺なつみ / 作曲 - 渡辺宙明 / 編曲 - 山中紀昌 / 歌 - 影山ヒロノブ